# Carrefour du crime
Pour plus de détails, voir Fiche technique et Distribution.
Carrefour du crime est un film français réalisé par Jean Sacha, sorti en 1948.

## Fiche technique
- Titre : Carrefour du crime
- Réalisateur : Jean Sacha
- Scénario et dialogues : Jean Halain
- Photographie : Léonce-Henri Burel
- Son : Jean Rieul
- Musique :  Jean Marion
- Montage : Paulette Robert
- Production : André Hunebelle
- Société de production : Production Artistique et Cinématographique (PAC)
- Tournage : du 15 septembre au 2 décembre 1947
- Pays :  France
- Format : Noir et blanc - 1,37:1 - 35 mm - Son mono
- Genre : Policier
- Durée :  82 minutes
- Date de sortie : 
  - France : 16 juin 1948
- Visa d'exploitation : 6400

## Distribution
- Louis Salou : Fred
- André Valmy : Jacques
- Claude Génia : Simone
- Michèle Philippe : Dora
- Jean Vilar : l'inspecteur Dominique
- André Bervil : Mario
- Françoise Christophe : Nelly
- Gustave Gallet : Benoît
- Jean Debucourt : Pierre
- Colette Mareuil
- Pierre Palau
- Denise Kerny
- Marcel Pérès
- Jacqueline Carrel : la cliente
- Sylviane Aladin